# Rio Feniș
O Feniș é um rio da Romênia, afluente do Crișul Alb, localizado no distrito de Arad.